# Pseudois
Los barales (Pseudois) son mamíferos artiodáctilos pertenecientes a la subfamilia Caprinae y al género Pseudois clasificados en dos especies.

## Especies
- Pseudois nayaur
- Pseudois schaeferi